# Önder (familienaam)
Önder is een Turkse familienaam die leider of gids betekent en vaak wordt gebruikt om iemand aan te duiden die een groep mensen inspireert, de weg wijst of richting geeft, zowel op sociaal, politiek als op moreel vlak. Het woord kan betrekking hebben op een belangrijk figuur die anderen leidt naar een bepaald doel of visie. In de geschiedenis van Turkije wordt bijvoorbeeld Mustafa Kemal Atatürk vaak omschreven als een önder vanwege zijn leidende rol bij het stichten van de moderne Turkse staat.
Daarnaast wordt “önder” niet alleen in een politieke context gebruikt, maar ook in alledaagse situaties om een persoon te beschrijven die een leidende positie inneemt binnen een bepaalde groep, organisatie of gemeenschap. In Nederland waren er in 2007 125 personen met de voornaam Önder.